# Boulevard du Temple (Louis Daguerre)
Boulevard du Temple est une photographie en daguerréotype réalisée à Paris en 1838 par l'inventeur du procédé, Louis Daguerre. Elle serait une des premières représentations d'un être humain sur une photographie.

## Données techniques
L'image est réalisée par le procédé auquel l'inventeur, Louis Daguerre, a donné son nom. Le cliché positif est unique, réalisé sur une plaque de cuivre recouverte d'une couche d'argent poli mesure environ 13 cm sur 16 cm. L'objectif utilisé avait une focale de 38 mm et produisait une image inversée. L'angle de vue laisse penser que la chambre photographique devait être positionnée à une quinzaine de mètres de hauteur et à une centaine de mètres du coin du boulevard du Temple, dans un immeuble proche du Diorama de Louis Daguerre près de la place de la République. Le temps de pose est estimé généralement à environ 15 min, même si la forte luminosité a pu permettre au personnage de s'imprimer dans un temps moindre que 15 min. Le moment de la prise de vue, calculée à partir de la végétation et des ombres indique un début de matinée en avril ou mai.

## Étude contextuelle

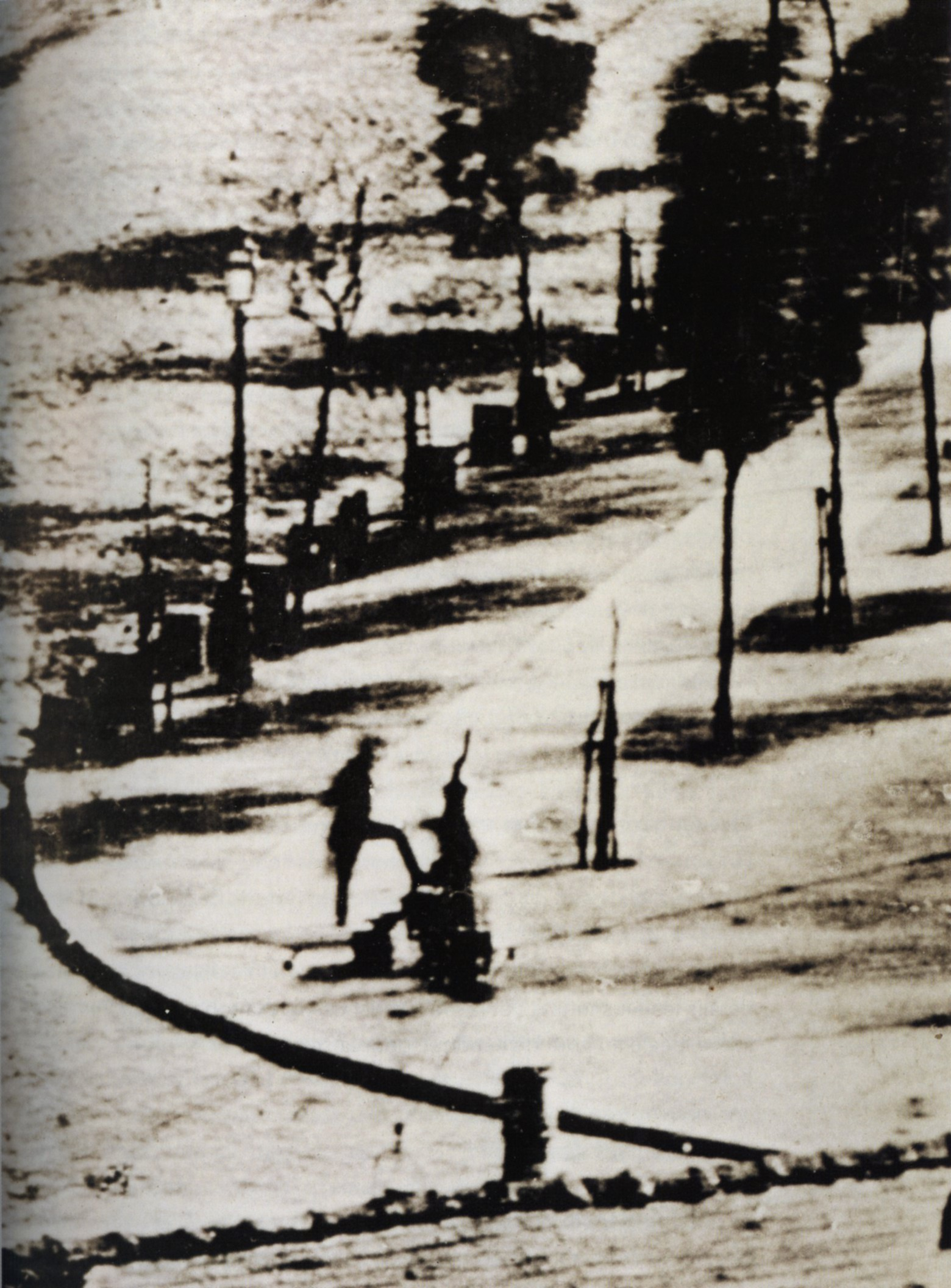
Détail, le personnage énigmatique sur la photo.

Encore dans une phase d'expérimentation et de promotion, Daguerre réalise plusieurs clichés depuis ce point de vue. Il offre un cadre avec trois plaques à Louis Ier de Bavière : la célèbre vue, une autre identique mais prise à midi (où l'on ne voit plus le personnage) et une nature morte. Mais les photos sont maladroitement nettoyées en 1960, détériorant définitivement l'original. Heureusement un cliché avait été pris en 1937, c'est ce négatif qui permet aujourd'hui d'avoir une version acceptable de la célèbre photo.
La notoriété de cette photo tient à son ancienneté, sa documentation, et au fait qu'on peut y voir une silhouette humaine. Dès 1839, Samuel Morse, l'inventeur du télégraphe, à qui Louis Daguerre a montré la photo, est complètement subjugué. Il publie une Lettre de Paris, en avril 1839 dans le New York Times, dans laquelle il note le détail extraordinaire. Le boulevard du Temple était, en cette matinée ensoleillée du printemps 1838, sans doute assez animé, mais le long temps de pose ne permettait pas de fixer les sujets en mouvement. Seul l'homme immobile se faisant cirer ses bottes a imprimé son image. Longtemps considéré comme la première photographie représentant un être humain, quelques autres clichés, dont la date est malheureusement trop incertaine, pourraient lui voler la vedette, tel le portrait de monsieur Huet qui daterait de 1837.